# Замок Ардврек
Замок Ардврек (англ. Ardvreck Caslte) — шотландский замок, который расположен на берегу северной оконечности озера Лох-Ассинт, Сатерленд,  Хайленд, в Шотландии. После пожара в 1737 году, замок и по сей день лежит в руинах. Замок открыт круглосуточно на протяжении всего года.

## История
Замок Ардврек был построен в 1590-х годах кланом Маклаудов. В 1646 году, он был неудачно осаждён кланом Маккензи, давними врагами Маклаудов.
В 1650 году, во время английской гражданской войны, роялист Маркиз Монтроз был захвачен Нейлом Маклаудом и держался в одном из сводчатых подвалов в замке Ардврек. Позже его перевезли в Эдинбург, где 21 мая 1650 года он был казнён. Примкнув во время гражданской войны к противникам Карла II, Нейл Маклауд пострадал за это после реставрации монархии. В июле 1672 года, он был осуждён как мятежник, что послужило достаточным основанием для клана Маккензи ещё раз предпринять атаку на владения Маклаудов. После четырнадцатидневной осады, замок был взят. Относительно дальнейшей судьбы Нейла Маклауда ничего неизвестно.
С годами Ардврек устаревал и семья Маккензи, после того как построили более современное поместье Calda House, окончательно покинули замок. В 1737 году замок выгорел практически дотла, во время пожара, который по официальному мнению возник в результате удара молнии.
В середине 1700-х годов Хью Маклауд попытался выкупить поместье, но ему помешала семья Сазерленд, которая по состоятельности превосходила его. Поместье оставалось в руках Сазерлендов до окончания Первой мировой войны.

## Описание
На сегодняшний день от некогда величественного замка остались лишь руины центральной цитадели и следы, по которым можно установить, где проходила внешняя защитная стена и ров.
Замок состоял из трехъярусной прямоугольной главной цитадели, находившейся в центре внутреннего двора. Сохранившиеся останки фундаментов замковых сооружений показывают, что замок покрывал собой значительную площадь. В юго-восточной части главной цитадели располагалась круглая башня с лестницей, которая крепилась кронштейном на верхних этажах.
Первый этаж состоял из 3 сводчатых помещений. В одном из них были найдены два железных орудия, впоследствии перевезённые в Лохинвер на сохранение.

## Мифология
Говорят, что замок часто посещают два призрака; высокий мужчина и плачущая маленькая девочка. Мужчина – это призрак Маркиза Монтроса, а девочка была дочерью одного из глав клана Маклауд. Она покончила с собой, бросившись из одной из башен замка.